# Tozeuma
Genre
Synonymes
- Angasia Bate, 1863[2]

Tozeuma est un genre de crevettes de la famille des Hippolytidae.
Du fait de leur long rostre aplati, on les appelle souvent « crevettes scies » (sawblade shrimps en anglais). 

## Liste des genres
Selon World Register of Marine Species (31 décembre 2018) :
- Tozeuma armatum Paul'son, 1875
- Tozeuma carolinense Kingsley, 1878
- Tozeuma cornutum A. Milne-Edwards, 1881
- Tozeuma elongata (Baker, 1904)
- Tozeuma erythraeum Nobili, 1904
- Tozeuma kimberi (Baker, 1904)
- Tozeuma lanceolatum Stimpson, 1860
- Tozeuma novaezealandiae Borradaile, 1916
- Tozeuma pavoninum (Spence Bate, 1863)
- Tozeuma serratum A. Milne-Edwards, 1881
- Tozeuma tomentosum (Baker, 1904)

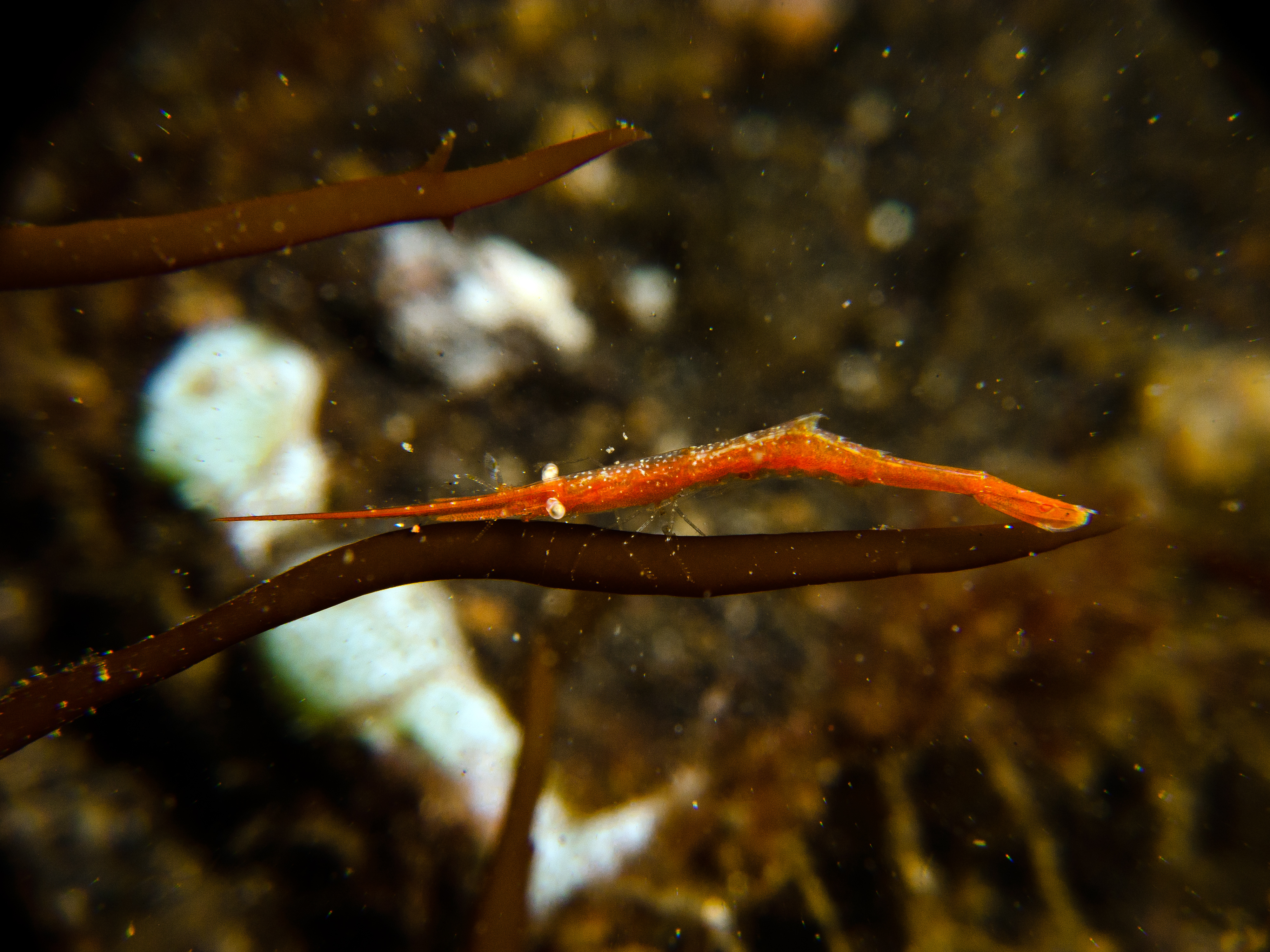
Tozeuma lanceolatum
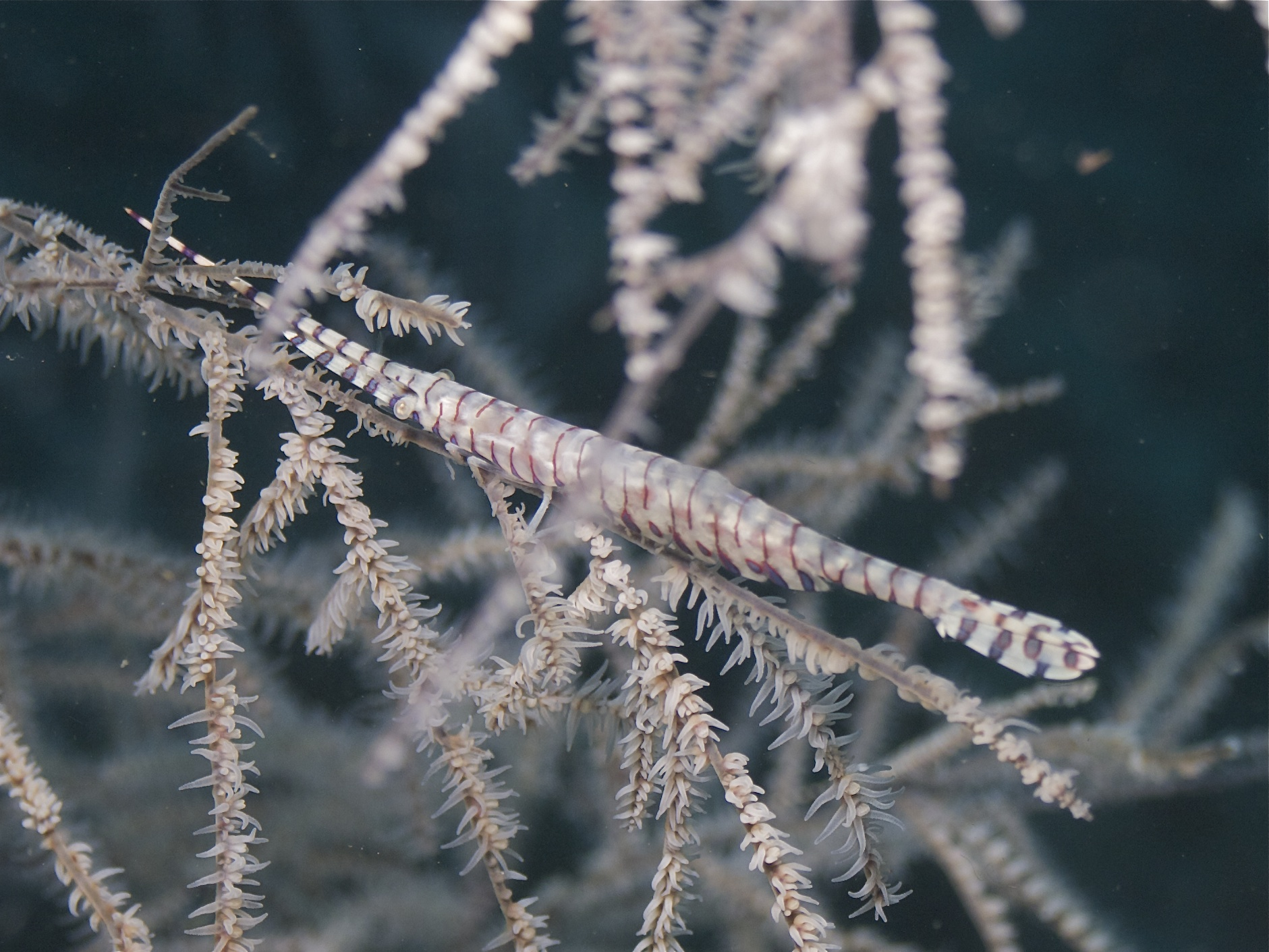
Tozeuma armatum

## Publication originale
- Stimpson, 1860 : Prodromus descriptionis animalium evertebratorum, quae in Expeditione ad Oceanum Pacificum Septentrionalem, a Republic Federata missa, Cadwaladore Ringgold et Johanne Rodgers Ducibus, observavit et descripsit. Pars VIII, Crustacea Macrura. Proceedings of the Academy of Natural Sciences of Philadelphia, vol. 1860, pp. 22-47 et 91-116.